# Parafia Matki Bożej Królowej Polski w Polkowicach
Parafia pw. Matki Bożej Królowej Polski w Polkowicach – parafia rzymskokatolicka w dekanacie polkowickim w diecezji legnickiej, obsługiwana przez księży diecezjalnych. Została erygowana 25 czerwca 1991. Kościół parafialny mieści się przy ulicy Kardynała Bolesława Kominka.
Proboszczem parafii od 1 stycznia 2024 roku jest ks. dr Mariusz Szymański.